# Neil Clark
Pour les articles homonymes, voir Clark.
Neil Clark est un paléontologue écossais né en 1966. Il est le conservateur du Musée Hunterian de l'Université de Glasgow (Écosse).
En 2004, il a découvert sur l'île de Skye, des empreintes laissées par un dinosaure d'il y a 165 millions d'années.